# Freccia Vallone 2015
La Freccia Vallone 2015, settantanovesima edizione della corsa, valevole come dodicesima prova del circuito UCI World Tour 2015, si svolse il 22 aprile 2015 per un percorso di 205,5 km, da Waremme a Huy, in Belgio. Fu vinta dallo spagnolo Alejandro Valverde del Movistar Team, giunto al traguardo in 5h08'22" alla media di 40,0 km/h.
Questa edizione della Freccia Vallone destò maggiore interesse del solito poiché la seconda tappa del Tour de France 2015 terminava sul Muro; diversi ciclisti, pertanto, parteciparono alla gara come preparazione alla competizione francese.

## Percorso

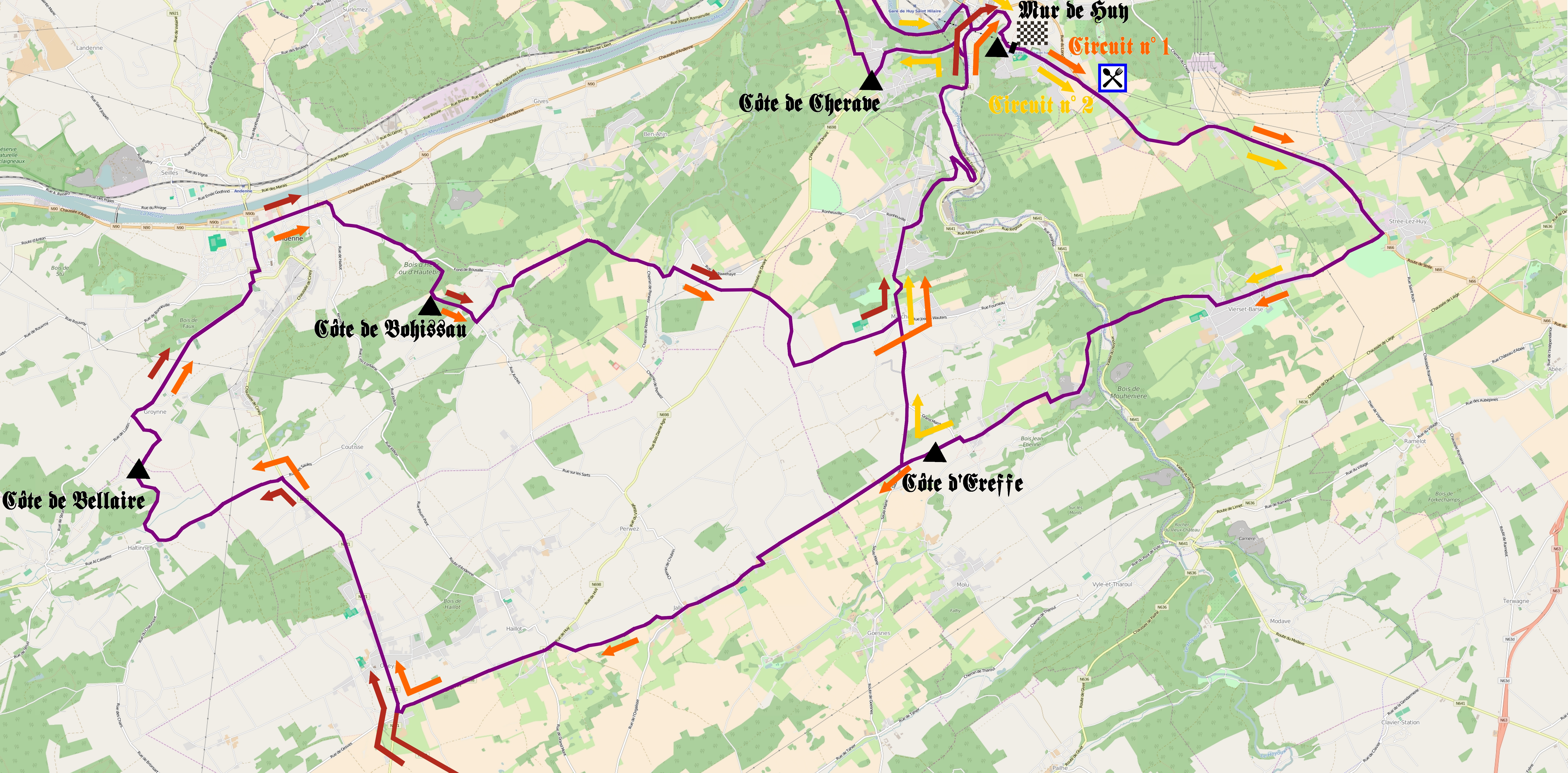

L'aspetto chiave della Freccia Vallone è la salita del Muro di Huy, attraversato tre volte durante la gara, che ha una lunghezza di 1.300 m e una pendenza media del 9,6%; il traguardo è in cima alla salita finale del Muro. La corsa si adatta in genere sia ai finisseur che agli scalatori.

## Squadre e corridori partecipanti
| N.      | Cod. | Squadra                |
| ------- | ---- | ---------------------- |
| 1-8     | MOV  | Movistar Team          |
| 11-18   | TCG  | Team Cannondale-Garmin |
| 21-28   | EQS  | Etixx-Quick Step       |
| 31-38   | AST  | Astana Pro Team        |
| 41-48   | SKY  | Team Sky               |
| 51-58   | BMC  | BMC Racing Team        |
| 61-68   | KAT  | Team Katusha           |
| 71-78   | TCS  | Tinkoff-Saxo           |
| 81-88   | TFR  | Trek Factory Racing    |
| 91-100  | LAM  | Lampre-Merida          |
| 101-108 | ALM  | AG2R La Mondiale       |
| 111-118 | LTS  | Lotto-Soudal           |
| 121-128 | EUC  | Team Europcar          |

| N.      | Cod. | Squadra                      |
| ------- | ---- | ---------------------------- |
| 131-138 | TLJ  | Team Lotto NL-Jumbo          |
| 141-148 | OGE  | Orica-GreenEDGE              |
| 151-158 | TGA  | Team Giant-Alpecin           |
| 161-168 | FDJ  | FDJ                          |
| 171-178 | IAM  | IAM Cycling                  |
| 181-188 | TSV  | Topsport Vlaanderen-Baloise  |
| 191-200 | COF  | Cofidis, Solutions Crédits   |
| 201-208 | WGG  | Wanty-Groupe Gobert          |
| 211-219 | MTN  | MTN-Qhubeka                  |
| 221-228 | BSE  | Bretagne-Séché Environnement |
| 231-238 | ROP  | Roompot Oranje Peloton       |
| 241-248 | UHC  | UnitedHealthcare             |

## Ordine d'arrivo (Top 10)
| Pos. | Corridore          | Squadra    | Tempo    |
| ---- | ------------------ | ---------- | -------- |
| 1    | Alejandro Valverde | Movistar   | 5h08'22" |
| 2    | Julian Alaphilippe | Etixx      | s.t.     |
| 3    | Michael Albasini   | Orica      | s.t.     |
| 4    | Joaquim Rodríguez  | Katusha    | s.t.     |
| 5    | Daniel Moreno      | Katusha    | s.t.     |
| 6    | Alexis Vuillermoz  | AG2R       | a 4"     |
| 7    | Sergio Henao       | Sky        | s.t.     |
| 8    | Jakob Fuglsang     | Astana     | s.t.     |
| 9    | Tom-Jelte Slagter  | Cannondale | s.t.     |
| 10   | Wilco Kelderman    | Lotto NL   | s.t.     |